# Gammel Haderslev Kirke
Gammel Haderslev Kirke eller Sankt Severin Kirke är en kyrka som ligger i västra delen av staden Haderslev i Jyllands södra del. Kyrkan är belägen vid norra sidan av sjön Haderslev Dam.

## Kyrkobyggnaden
Kyrkan är byggd i romansk stil och består av ett långhus med kor och absid i öster samt torn i väster. Vid tornets västra sida finns ett vidbyggt vapenhus. Norr om koret finns en vidbyggd sakristia och ett likkapell. Långhuset är cirka en meter bredare i väster än i öster.
Ursprungliga kyrkan uppfördes omkring år 1130. På 1800-talet revs ett vapenhus och en sakristia som bägge troligen var från medeltiden. Nuvarande sakristia med likkapell uppfördes i pseudoromansk stil åren 1877-1878. Kyrktornet byggdes på höjden 1912 då även nuvarande vapenhus väster om tornet tillkom. Absiden vid koret tillkom 1926. Senaste restaureringens genomfördes år 1959.

## Inventarier
- Dopfunten i granit är samtida med kyrkan. Tillhörande dopfat av mässing är från senare delen av 1600-talet.
- Predikstolen har årtalet 1609 utskuret i relief. I korgens bildfält finns skulpturer föreställande de fyra evangelisterna.
- Altaret av granit är tillverkat 1952 efter ritningar av arkitekt Rolf Graae.
- Orgeln med 18 stämmor är tillverkad av Marcussen & Søn och kom på plats 1970.